# Kellas Katze

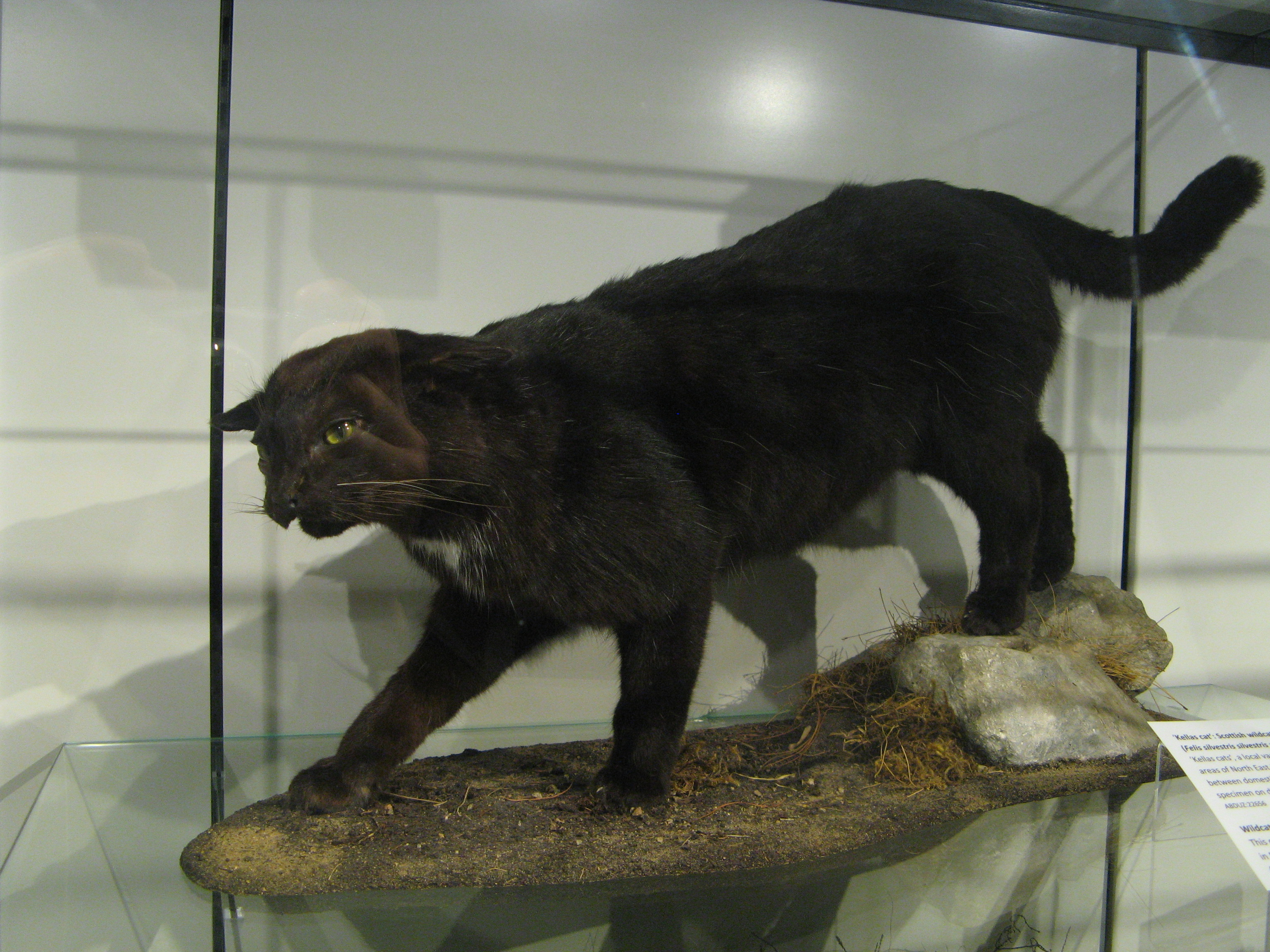
Kellas-Katze

Die Kellas Katze (Felis sylvestris grampia x Felis Catus) ist eine große schwarze Katze, die in Schottland vorkommt. Es handelt sich um eine interspezifische Hybride zwischen der Schottischen Wildkatze (Felis silvestris silvestris, lange Zeit wurde die isolierte schottische Population als eigene Unterart Felis silvestris grampia aufgefasst) und der Hauskatze (Felis catus).

## Geschichte
Einst dachte man, es handele sich um eine mythologische Wildkatze, und ihre wenigen Sichtungen wurden als Scherze abgetan. 1984 wurde ein Exemplar von einem Wildhüter in einer Schlinge getötet und es stellte sich heraus, dass es sich um eine Hybride zwischen der schottischen Wildkatze und der Hauskatze handelte. Es handelt sich nicht um eine formelle Katzenrasse, sondern um eine Landrasse. Sie ist nach dem Dorf Kellas im schottischen Moray benannt, wo sie erstmals gefunden wurde. Die angeblich erste lebende Katze wurde vom Tomorrows World-Team gefangen und 1986 in der Sendung „On the Trail of the Big Cat“ vorgestellt. Der Historiker Charles Thomas vermutete, dass der piktische Stein bei Golspie eine Kellas-Katze darstellen könnte. Der Golspie-Stein, der heute im Dunrobin Castle Museum aufbewahrt wird, zeigt eine katzenartige Kreatur, die auf einem Lachs steht, was möglicherweise auf die Merkmale einer Kellas-Katze anspielt, der zugeschrieben wird, beim Schwimmen im Fluss Fische zu fangen.

## Einordnung
Ein Forscher am National Museum of Scotland untersuchte acht Exemplare der Kellas Katze. Er identifizierte eines der Tiere als melanistische Wildkatze. Dieses jugendliche Männchen war die erste Wildkatze, die jemals in Schottland als melanistisch dokumentiert wurde. Bei den meisten anderen untersuchten Exemplaren wurde der Schluss gezogen, dass es sich um Hybriden handelte, die jedoch eher mit der schottischen Wildkatze verwandt waren, nur eine Hybride neigte eher zu einer Hauskatze.

## Aussehen
Die Kellas Katze wird als 61 bis 91 cm lang beschrieben, mit kräftigen und langen Hinterbeinen und einem Schwanz, der etwa 30 cm lang werden kann. Das 1984 gefangene Tier hatte eine Schulterhöhe von 38 cm und eine Länge von 110 cm von der Nase bis zum Schwanz gemessen. Kellas Katzen sind gänzlich schwarz bis auf einen weißen Fleck auf der Brust. Ein Exemplar wird in einem Museum in Elgin aufbewahrt. Das Zoologiemuseum der Universität Aberdeen besitzt auch ein montiertes Exemplar, das 2002 im Insch-Gebiet von Aberdeenshire gefunden wurde.

## Cat-Sìth
Die Folklore der Cat-Sìth wurde möglicherweise von der Kellas Katze inspiriert. Die Cat-sìth ist ein Feenwesen aus der keltischen Mythologie, das einer großen schwarzen Katze mit einem weißen Fleck auf der Brust ähneln soll. Der Legende nach sucht die Geisterkatze die schottischen Highlands heim. Die Legenden rund um diese Kreatur kommen in der schottischen Mythologie häufiger vor, einige kommen jedoch auch in der irischen Mythologie vor.